# Oectropsis
Oectropsis – rodzaj chrząszczy z rodziny kózkowatych i podrodziny zgrzypikowych.

## Zasięg występowania
Przedstawiciele tego rodzaju występują w Chile oraz Argentynie.

## Systematyka
Do Oectropsis należą 3 gatunki:
- Oectropsis chilensis
- Oectropsis latifrons
- Oectropsis pusilla